# قطعنامه ۱۵۹۸ شورای امنیت
قطعنامه  ۱۵۹۸ شورای امنیت سازمان ملل متحد که در تاریخ ۲۸ آوریل ۲۰۰۵ تصویب شد، سندی بین‌المللی دربارهٔ بررسی وضعیت مرتبط با صحرای غربی است. این قطعنامه طی نشست ۵۱۷۰ام با ۱۵ رای موافق، ۰ مخالف و ۰ ممتنع تصویب شد.